# Revolveraš (1956.)
Revolveraš, američki vestern iz 1956. godine. 

## Sažetak
Supruga nakon što joj pogine suprug šerif, preuzela je njegov posao. U teksaškom gradiću gdje je šerifica pohlepni vlasnik saluna unajmio je ubojicu da bi je se riješio.